# تونی بیرکامشاو
تونی بیرکامشاو (انگلیسی: Tony Bircumshaw؛ زادهٔ ۸ فوریهٔ ۱۹۴۵) بازیکن فوتبال اهل بریتانیا است.
از باشگاه‌هایی که در آن بازی کرده‌است می‌توان به باشگاه فوتبال هارتل پول یونایتد و باشگاه فوتبال نوتس کانتی اشاره کرد.